# Chantelle
Chantelle é uma comuna francesa na região administrativa de Auvérnia-Ródano-Alpes, no departamento Allier. Estende-se por uma área de 10,98 km². Em 2010 a comuna tinha 1 115 habitantes (densidade: 101,5 hab./km²).